# سرخس فيلاغراني
سرخس فيلاغراني (الاسم العلمي: Polypodium villagranii) هو نوع نباتي يتبع جنس السرخس من فصيلة السرخسية.